# Incidente del Lockheed C-5 Galaxy United States Air Force del 1975
L'incidente del Lockheed C-5 Galaxy United States Air Force del 1975, a cui i media si riferiscono spesso come disastro di Tan Son Nhut, è accaduto il 4 aprile 1975 al Lockheed C-5 Galaxy con marche 68-0218, il primo velivolo impegnato nella cosiddetta Operazione Babylift, che aveva lo scopo di portare alcuni orfani vietnamiti negli Stati Uniti.
L'aereo si è schiantato al suolo mentre tentava un atterraggio di emergenza alla base dell'aeronautica vietnamita di Tan Son Nhut, nell'allora Vietnam del Sud, a causa di due decompressioni esplosive e da un cedimento strutturale che hanno fatto perdere il controllo del velivolo ai piloti. Questo incidente ha rappresentato all'epoca il primo incidente di un C-5 Galaxy e anche quello con il più elevato numero di vittime che ha visto coinvolto un aereo militare americano.

## Incidente
All'inizio di aprile nel 1975, con gran parte del Vietnam del Sud invasa dalle Forze Armate del Vietnam del Nord, l'amministrazione del presidente degli Stati Uniti iniziò le operazioni per l'evacuazione dei cittadini americani. Per evitare di allarmare la popolazione sudvietnamita, l'ambasciatore americano Graham Martin autorizzò i suoi concittadini a volare con diversi pretesti. Uno di questi era l'operazione Babylift in cui gli operatori americani dovevano aiutare i bambini vietnamiti orfani. Nel pomeriggio del 4 aprile 1975 un Lockheed C-5, con numero di registrazione 68-0218 partì da Tan Son Nhat con destinazione la base dell'aeronautica di Clark, nelle Filippine. Questo era il primo gruppo di orfani che avrebbe dovuto essere accolto negli USA dal presidente Ford, a San Diego. Alle 16:15 il C-5 era in volo sopra il Mar Cinese Meridionale a circa 13 miglia nautiche (24 km) al largo di Vung Tau, Vietnam del Sud, con una prua di 136 gradi e un'altitudine di 23.000 piedi (7.010 metri). In quel momento la serratura che chiudeva la rampa di carico posteriore cedette. La porta si aprì all'improvviso e avvenne la decompressione esplosiva. Durante l'improvvisa apertura della porta vennero recisi i cavi dei sistemi idraulici che portano alla coda, rendendo inservibili gli elevatori e il timone di coda..
Il pilota, capitano Dennis "Bud" Traynor, e il copilota, Tilford Arpa, tentarono di riprendere il controllo del velivolo e di effettuare una virata di 180 gradi per tornare all'aeroporto di partenza. L'aereo cominciò a salire e a scendere repentinamente di quota, aspetto che l'equipaggio riuscì a controllare variando la potenza dei propulsori mantenendo una velocità di 250-260 nodi (460-480 km/h). I piloti riuscirono a iniziare l'approccio alla pista 25L di Tan Son Nhat ma durante una virata persero il controllo del velivolo che atterrò in una risaia, percorse 400 metri, si staccò di nuovo dal suolo salendo sensibilmente di quota volando per altri 800 metri, attraversò il fiume Saigon e infine si schiantò in una risaia spezzandosi in quattro parti.
Su 314 persone a bordo 78 erano bambini, 35 dipendenti della Difesa americana e 11 cittadini americani; i sopravvissuti furono 176. Gli orfani sopravvissuti arrivarono comunque negli Stati Uniti mentre le piccole vittime trovano riposo in un cimitero cattolico a Pattaya, in Thailandia.

## Conseguenze
Alcuni membri del Congresso degli Stati Uniti chiesero la messa a terra dei C-5. Alla fine, la flotta dei C-5 fu messa sotto severe restrizioni e controllo fino a quando non venne stabilita la causa dell'incidente a Tan Son Nhut. La US Air Force Accident Investigation ha riconosciuto al capitano Traynor l'eccezionale abilità nel tentare l'atterraggio. Il capitano Dennis "Bud" Traynor e il copilota Tilford Arpa sono stati insigniti della Air Force Cross per il loro valore. Trentasette medaglie sono state assegnate ai membri dell'equipaggio o al loro parente più prossimo. Nel giugno del 1975 una sorella di una donna morta nell'incidente fece una class-action contro la Lockheed Aircraft Corporation per negligenza.

## Investigazioni

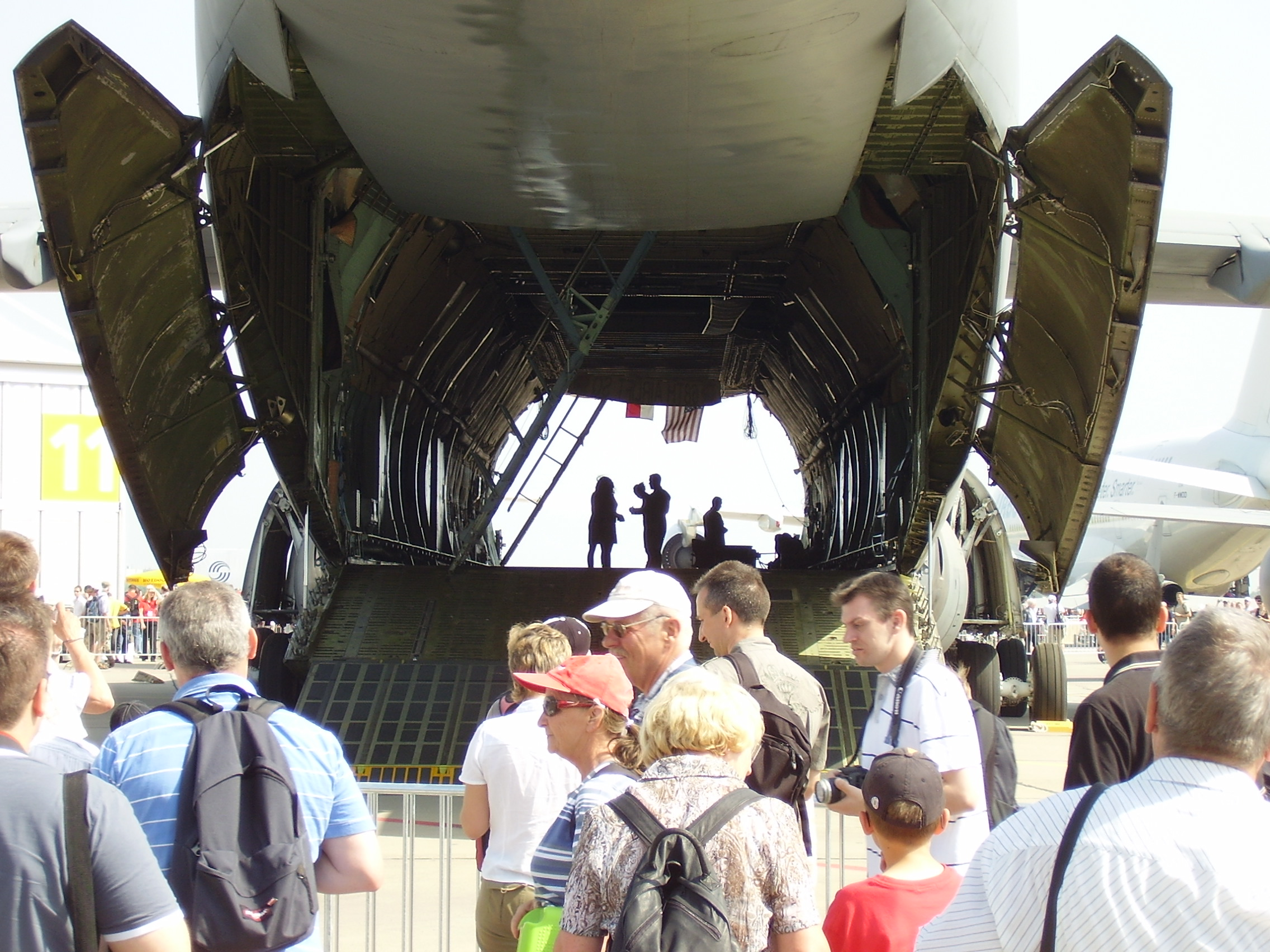
Portellone posteriore del C5 Galaxy

A causa del carattere improvviso ed estremamente rapido con cui il portellone si aprì, la prima ipotesi paventata fu quella del possibile sabotaggio. Inoltre i rottami del velivolo, nelle ore successive al disastro, furono saccheggiati dagli abitanti della zona e molti dei componenti dell'aereo utili alla ricostruzione della dinamica dell'accaduto sparirono dal luogo dell'incidente complicando l'inchiesta. L'US Air Force, pur di tornare in possesso di tutto ciò che apparteneva all'aereo decise di corrispondere una ricompensa a chiunque riportasse alle autorità i pezzi trafugati. Nel frattempo la US Navy per mezzo della nave anfibia USS Durham (LKA-114), della fregata USS Reasoner (FF-1063) e della nave comando anfibia USS Blue Ridge (LCC-19) attivò le ricerche del registratore dei dati di volo precipitato nel Mar Cinese Meridionale riuscendo a recuperarlo unitamente ai pezzi del portellone staccatosi dal C-5 e al corpo di un membro dell'equipaggio.
Le successive indagini appurarono che alcune serrature non erano entrate correttamente in funzione e da un controllo dei registri di manutenzione emerse che tre delle sette serrature del portellone erano state smontate durante un periodo di fermo del velivolo per essere utilizzate su un altro aeromobile. Questa prassi dell'aeronautica statunitense era ricorrente nelle situazioni belliche in cui scarseggiavano i ricambi. Alla rimessa in servizio del C-5 le tre serrature furono rimontate in modo non corretto e cedettero poco dopo il decollo. L'equipaggio confermò di aver incontrato delle difficoltà nel chiudere la porta prima del decollo. A causa della differenza di pressione tra la cabina e l'esterno, che aumenta con l'altitudine al decrescere della pressione atmosferica, le sole 4 serrature funzionanti non furono in grado di reggere la spinta interna dovuta alla pressurizzazione in cabina causando il cedimento della porta.

## Il disastro di Tan Son Nhut nei media
Il disastro di Tan Son Nhut è stato analizzato nella puntata Operazione orfani in volo della settima stagione del documentario Indagini ad alta quota trasmesso dal National Geographic Channel.